# Uroš Silar
Uroš Silar (né le 17 juillet 1978 à Kranj) est un coureur cycliste slovène.

## Palmarès
- 1999
  - 3e du championnat de Slovénie sur route espoirs
- 2005
  - 3e du Völkermarkter Radsporttage
- 2006
  - 3e du championnat de Slovénie sur route
- 2008
  - 1re étape du Tour du Frioul-Vénétie julienne
  - 2e du Tour du Burgenland
- 2009
  - Grand Prix P-Nívó

## Classements mondiaux
| Année           | 2006 | 2007 | 2008 | 2009 |
| --------------- | ---- | ---- | ---- | ---- |
| UCI Europe Tour | 487e | 670e | 686e | 399e |